# Zweites Ellinger Römerlager
Das Zweite Ellinger Römerlager ist ein ehemaliges römisches Militärlager auf dem Gebiet der heutigen Stadt Ellingen im mittelfränkischen Landkreis Weißenburg-Gunzenhausen in Bayern.
1990 wurde es bei Luftaufnahmen vom Luftbildarchäologen Josef Mang vom Segelflugverein Weißenburg entdeckt. Es liegt rund 500 Meter Luftlinie westlich vom Kastell Ellingen (Castrum Sablonetum) entfernt.
Beim Straßenbau des Ellinger Neubaugebietes „Am Rennfeld“ wurde der Spitzgraben des Lagers angeschnitten und damit die eindeutige Zuordnung als römisches Erdlager gesichert.
Weitere Untersuchungen wurden bisher nicht vorgenommen.

## Bilder
Die folgenden Aufnahmen stammen von der Informationstafel am Fundort:

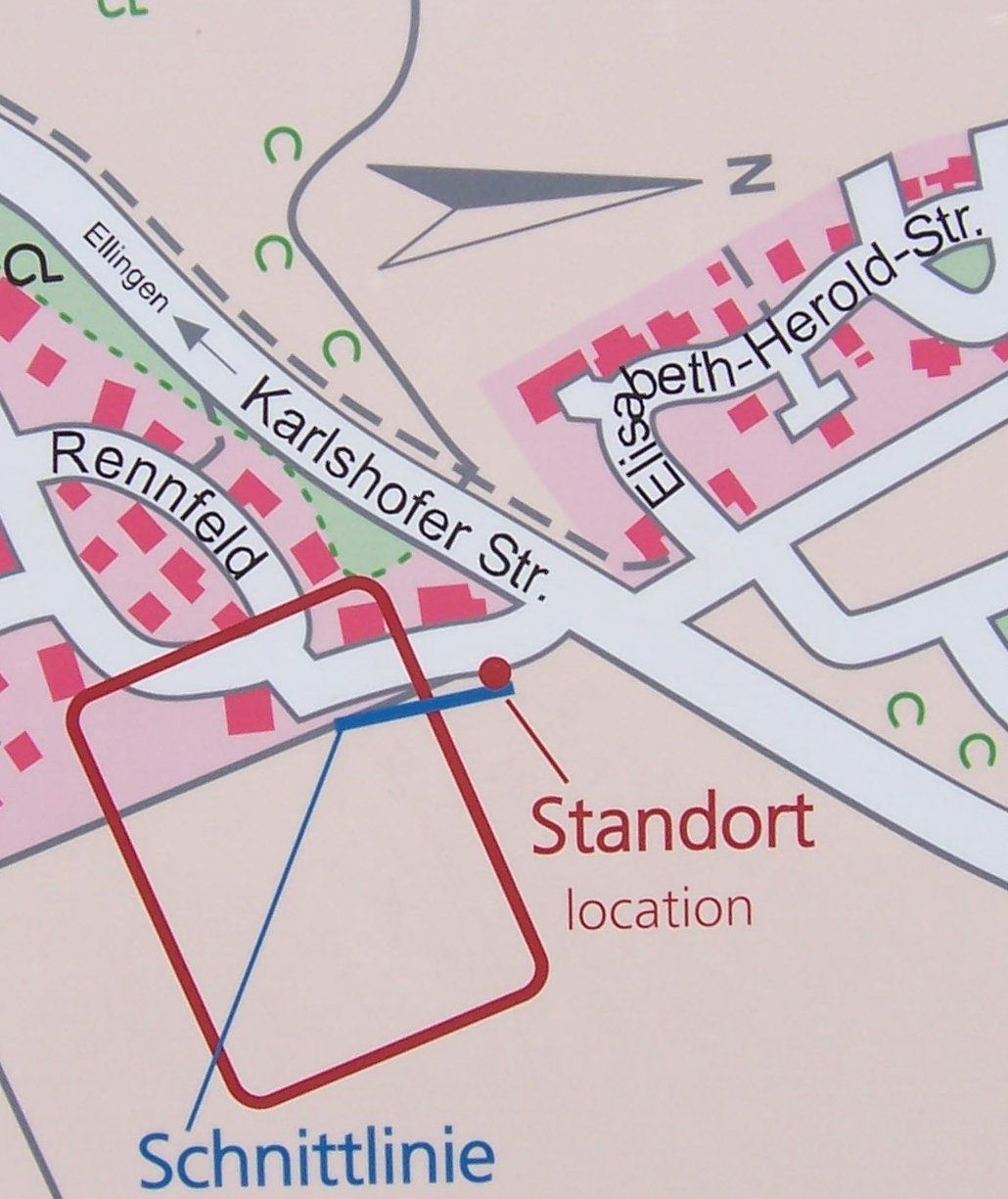
Lageplan
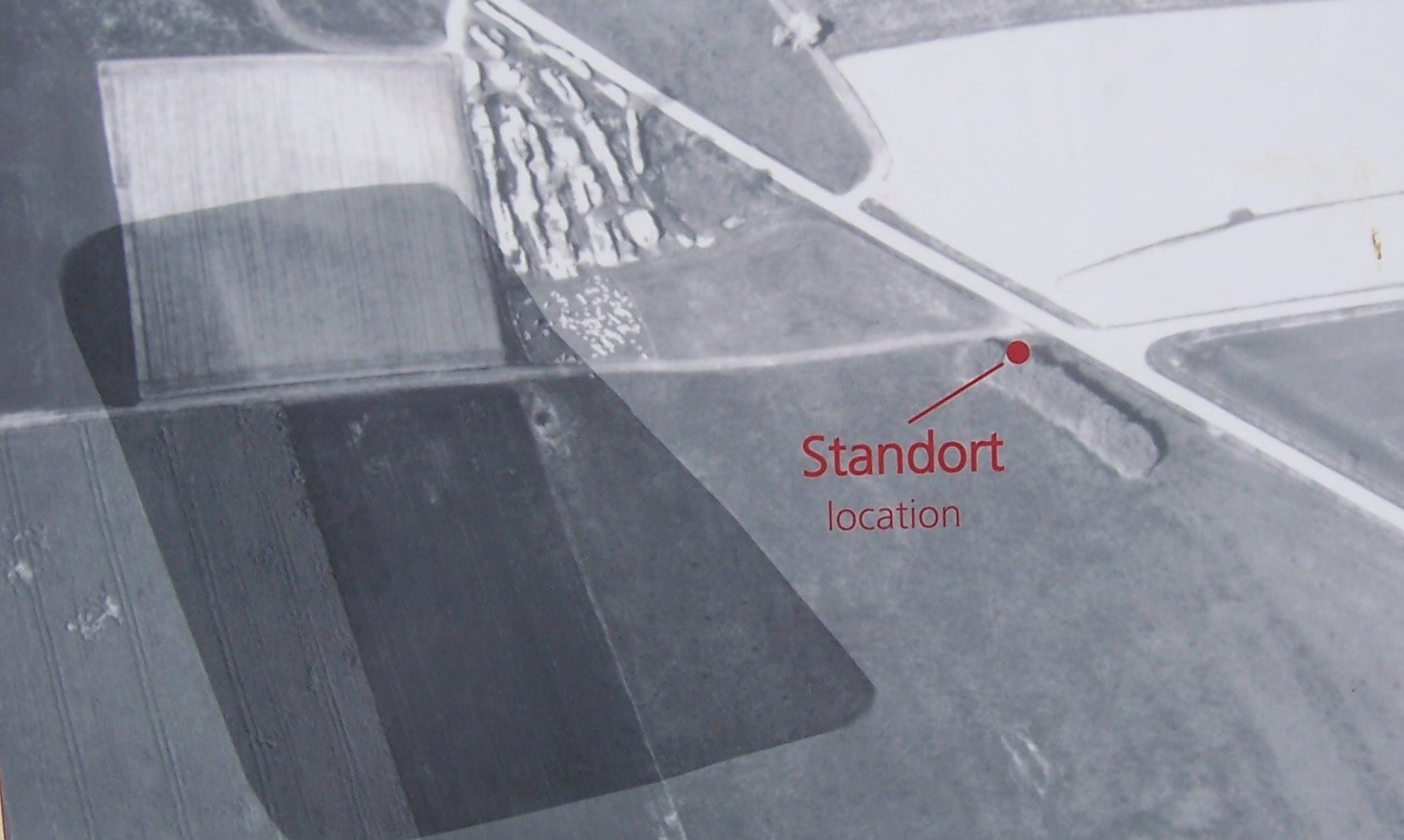
Luftbild
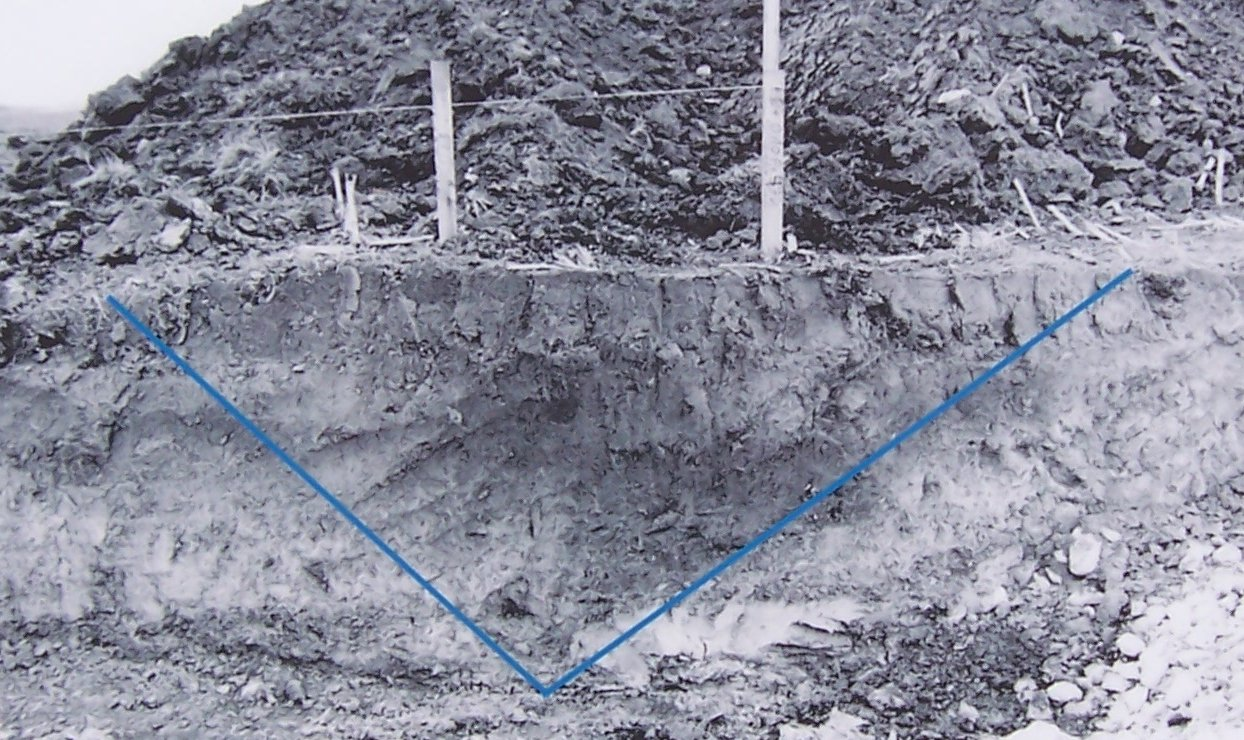
Schnitt durch den Spitzgraben